# Cereus forbesii
Cereus forbesii là một loài thực vật có hoa trong họ Cactaceae. Loài này được C.F.Först. mô tả khoa học đầu tiên năm 1846.

## Hình ảnh

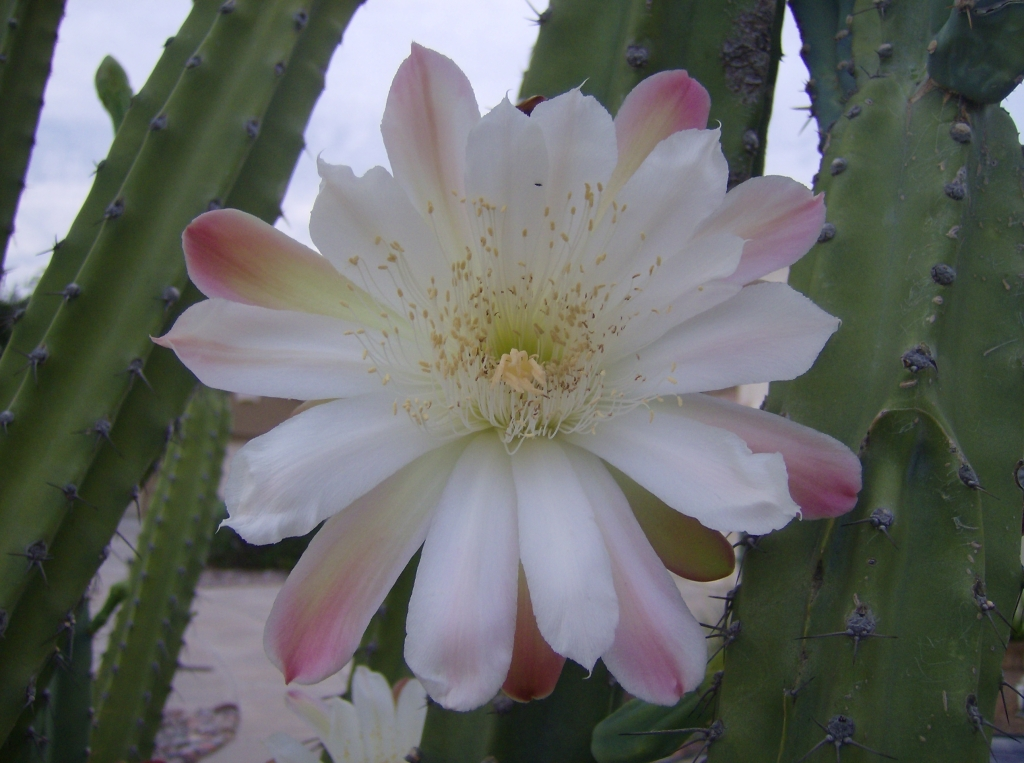
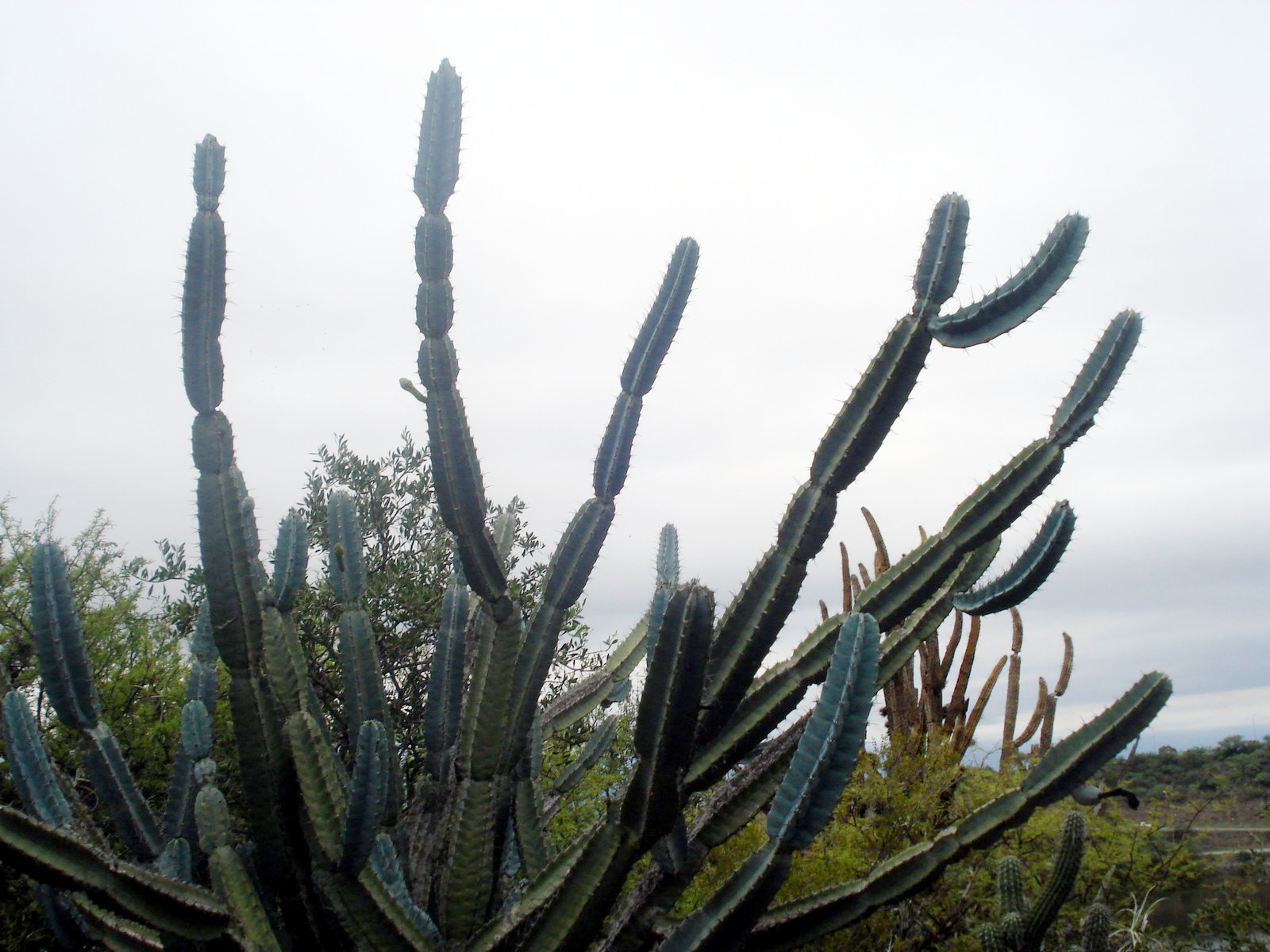
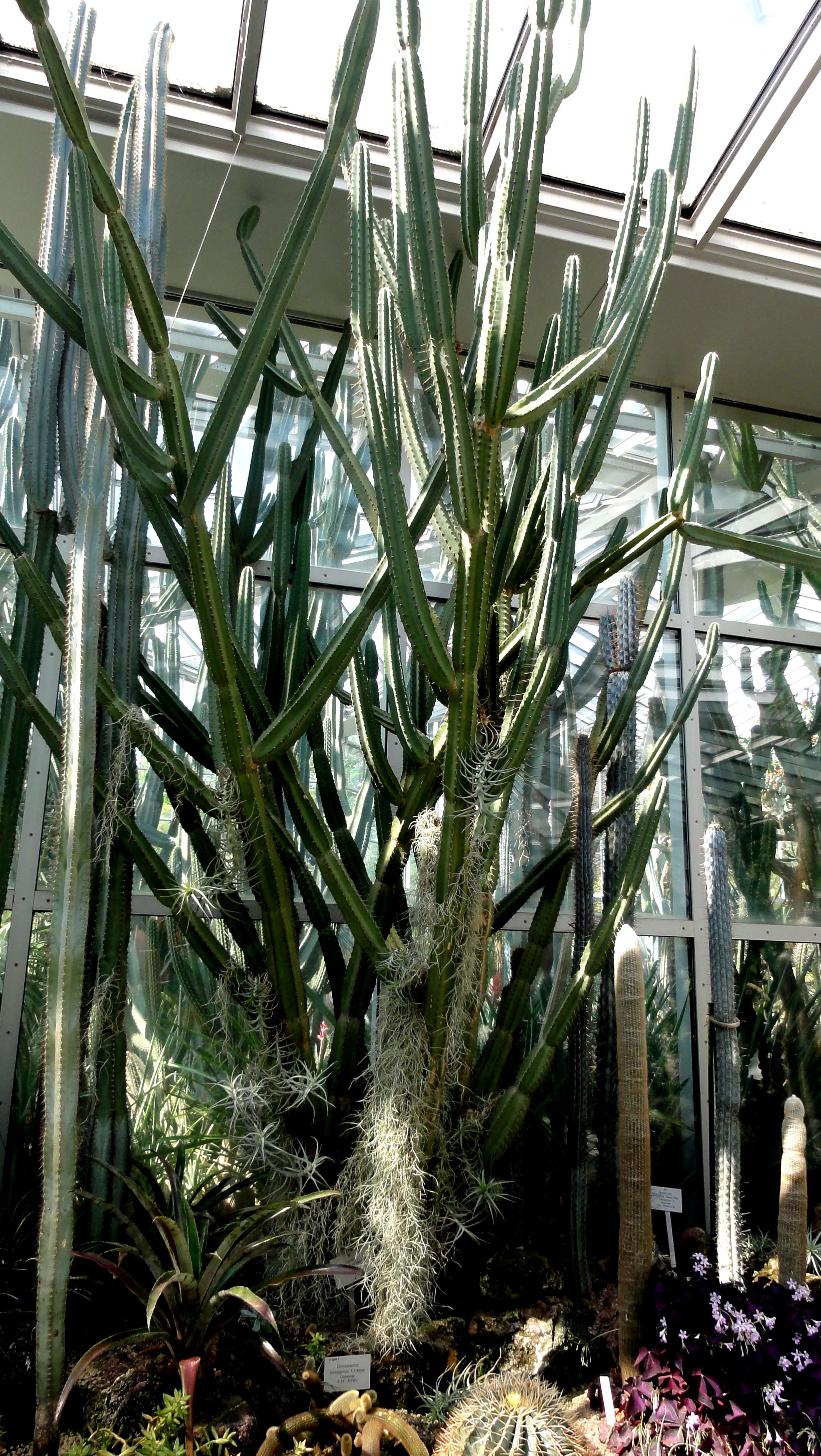
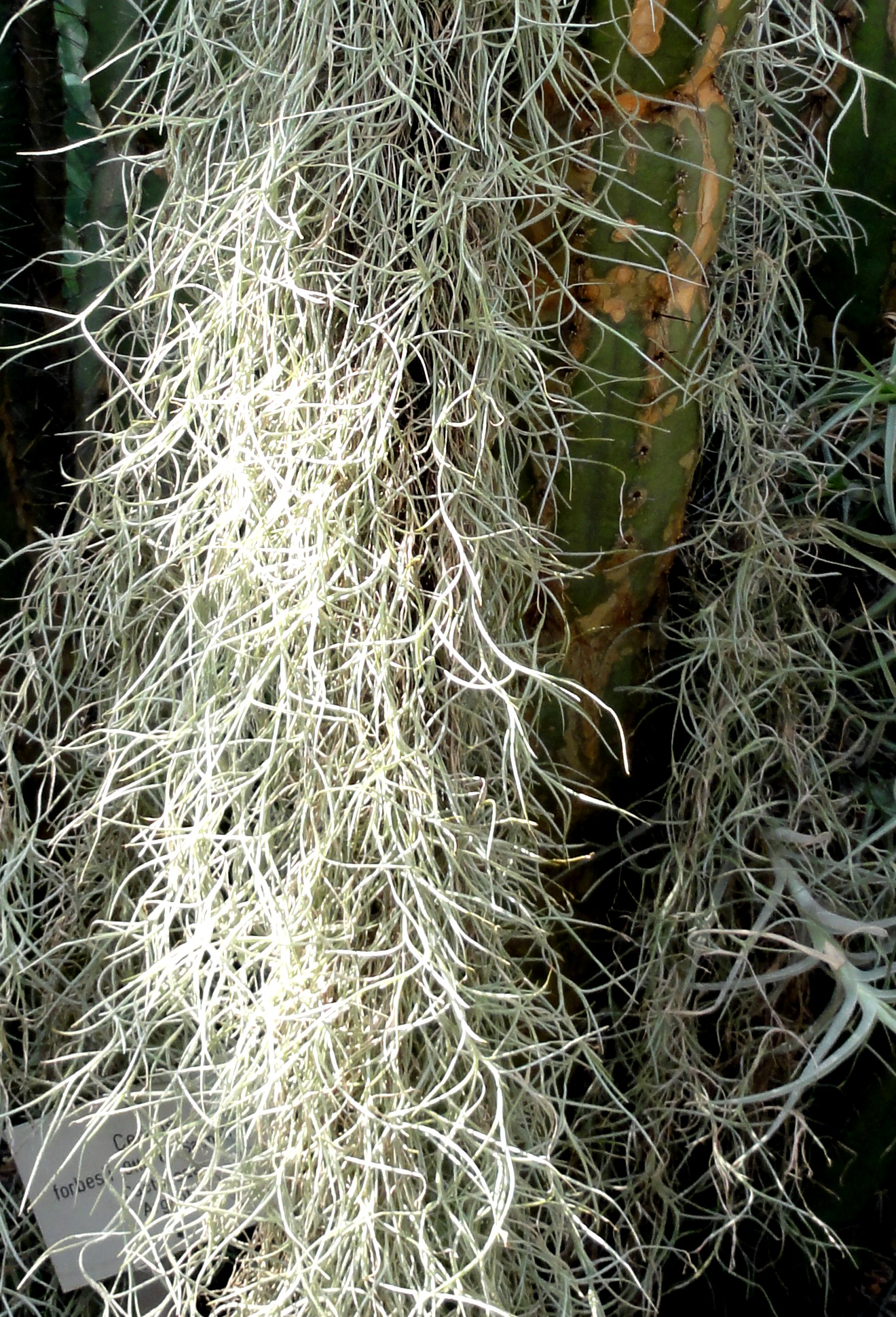